# Справа «Мережі»
Справа «Мережі» або Пензенська справа — резонансна справа у 2017—2020 роках про однойменну організацію, осередки якої, за версією ФСБ, існували в Москві, Санкт-Петербурзі, Пензі, Омську і Білорусі.
У цій справі були арештовані одинадцять чоловік, яких звинуватили в участі в терористичному співтоваристві і в підготовці заворушень в Росії. Справа набула виключно великого розголосу через засудження обвинувачених до виключно тривалих покарань від 6 до 18 років позбавлення волі, більшості за суворим режимом. За версією одного зі звинувачених, що втік до України, доказова база матеріалів справи базувались виключно на домислах ФСБ, а свідчення, які надали підозрювані були отримані під час тортур. Самого Полтавця після тортур випустили під підписку про невиїзд, він втік на територію України і попросив там політичного притулку, дав інтерв'ю, де детально описав способи тортур, які застосовувала ФСБ для отримання зізнань.